# Izzi Dame
Franki Carissa Strefling (Buchanan, Míchigan, 13 de julio de 1999) es una luchadora profesional y exjugadora de voleibol estadounidense. Ahora lucha para la empresa estadounidense WWE, donde actúa en la marca NXT bajo el nombre de Izzi Dame.

## Primeros años
Strefling asistió a la Universidad de Míchigan Oriental de donde se licenció en Gestión Empresarial. También jugó en el equipo de voleibol como parte de la Universidad de Atletismo del Este de Míchigan.

## Carrera

### WWE (2022–presente)
El 10 de noviembre de 2022, se anunció que Strefling había firmado un contrato con WWE como parte de la clase de aprendices del WWE Performance Center del otoño de 2022. El 19 de mayo de 2023, hizo su debut en el ring durante un evento en vivo de NXT, donde perdió ante Lola Vice. En el episodio del 21 de julio de NXT Level Up, hizo su debut televisado como Izzi Dame, donde fue derrotada por Dani Palmer.
En septiembre, Dame fue anunciada como participante del NXT Women's Breakout Tournament. En la primera ronda de dicho torneo, llevada a cabo en el episodio del 3 de octubre de NXT, fue derrotada por Kelani Jordan. En el episodio del 28 de noviembre de NXT, Dame defendió a Kiana James en una discusión contra Roxanne Perez que ocurrió en backstage, lo que llevó a que se produjera una pelea. En NXT Deadline, ayudó a James a derrotar a Perez en un combate steel cage, formando una alianza con ella y estableciéndose como heel (ruda).
En NXT Vengeance Day, Dame y James amenazaron a Kelani Jordan. En el episodio del 16 de febrero de 2024 de NXT Level Up, obtuvo su primera victoria individual, luego de vencer a Gigi Dolin con la ayuda de James. En el episodio del 20 de febrero de NXT, Dame y James intentaron realizar un ataque furtivo contra Jordan, pero esta logró defenderse. La semana siguiente, Dame ayudó a James a derrotar a Jordan en un encuentro individual. En el episodio del 12 de marzo de NXT, Dame y James derrotaron a Thea Hail y Fallon Henley, después de que Henley reemplazara a Jordan, quien fue encontrada lastimada en backstage. Poco después se reveló que Dame y James fueron quienes atacaron a Jordan, lo que conllevó a que el 6 de abril en NXT Stand & Deliver, ambas se aliaran con Jacy Jayne para enfrentarse a Jordan, Henley y Hail, en una lucha por equipos de tres contra tres, en la que fueron derrotadas.